# Laurette Onkelinx
Laurette A.J. Onkelinx (ur. 2 października 1958 w Seraing) – belgijska i walońska polityk, prawnik oraz samorządowiec, w latach 1993–1999 minister-prezydent wspólnoty francuskiej, wieloletnia wicepremier i minister na szczeblu krajowym.

## Życiorys
Ukończyła studia prawnicze na Uniwersytecie w Liège, następnie przez dziesięć lat praktykowała w zawodzie prawnika.
W 1988 uzyskała po raz pierwszy mandat deputowanej do Izby Reprezentantów z ramienia walońskiej Partii Socjalistycznej (w latach 1974–1987 z listy tego ugrupowania posłował jej ojciec, Gaston Onkelinx).
W 1992 premier Jean-Luc Dehaene powołał ją w skład koalicyjnego rządu federalnego na urząd ministra integracji społecznej, zdrowia publicznego i środowiska. Sprawowała go do początku 1994. W 1993 została ministrem-prezydentem wspólnoty francuskiej Belgii, funkcję tę pełniła przez sześć lat, będąc we wspólnotowej administracji także ministrem ds. służb publicznych, opieki zdrowotnej dzieci, promocji zdrowia (do 1995) i następnie ministrem edukacji, mediów, młodzieży, opieki zdrowotnej dzieci i promocji zdrowia.
Od 1999 do 2014 nieprzerwanie ponownie wchodziła w skład rządów na szczeblu krajowym. W gabinetach Guya Verhofstadta była wicepremierem i ministrem pracy (1999–2003, w 2003 także ministrem transportu), wicepremierem i ministrem sprawiedliwości (2003–2007). W lipcu 2006 publiczną i medialną krytykę wzbudziła jej polityka udzielania przepustek skazanym, w szczególności po niepowróceniu do jednostki penitencjarnej wielokrotnego kryminalisty Murata Kaplana. W sierpniu tego samego roku przypisywano jej polityczną odpowiedzialność za ucieczkę blisko trzydziestu osadzonych z więzienia w Dendermonde, a we wrześniu za doniesienia odnośnie do powrotu na teren Belgii deportowanego kilka miesięcy wcześniej przestępcy Victora Hoxhy. Mimo żądań jej zdymisjonowania ze strony partii opozycyjnych pozostała na swoim stanowisku w gabinecie Guya Verhofstadta do końca kadencji.
W rządzie przejściowym tego samego premiera (od grudnia 2007) pełniła obowiązki ministra spraw społecznych i zdrowia publicznego. W marcu 2008 objęła tożsamy urząd w gabinecie Yves'a Leterme, powracając także do wykonywania obowiązków wicepremiera. Utrzymała te funkcje również w kolejnych dwóch rządach tworzonych od tego czasu. W 2010 i w 2014 odnawiała mandat poselski.
W grudniu 2011 została wicepremierem oraz ministrem spraw społecznych i zdrowia publicznego w rządzie, na czele którego stanął Elio Di Rupo. Zakończyła urzędowanie w październiku 2014.